# Tumore della cistifellea
Il tumore della cistifellea (o tumore alla colecisti) è una neoplasia relativamente poco frequente che interessa la cistifellea. La condizione si presenta con una distribuzione geografica peculiare essendo comune in America centrale e meridionale, Europa centrale e orientale, Giappone e India settentrionale. Se viene diagnosticato abbastanza precocemente, può essere curato con la rimozione della cistifellea, di parte del fegato e dei linfonodi correlati. Il più delle volte, il tumore alla cistifellea, viene scoperto dopo la comparsa di alcuni sintomi quali dolore addominale, ittero e vomito; spesso quando ormai si è diffuso ad altri organi come il fegato.
Si tratta di un tumore raro che si ritiene sia correlato alla formazione di calcoli biliari e che può anche portare alla calcificazione della cistifellea, una condizione nota come cistifellea a "porcellana", anch'essa una condizione rara. Alcuni studi indicano che le persone con cistifellea a "porcellana" presentano un alto rischio di sviluppare il cancro alla colecisti, ma altri studi mettono in dubbio tale tesi. Se il tumore alla cistifellea viene scoperto dopo che i sintomi hanno iniziato a manifestarsi, la prognosi appare scarsa, con un tasso di sopravvivenza a 5 anni vicino al 3%.